# N'Faly Kouyaté
Pour les articles homonymes, voir Kouyaté.
N'Faly Kouyaté, né à Siguiri (Guinée), est un chanteur, compositeur, directeur artistique et acteur guinéen.

## Biographie
N'Faly Kouyaté est issu d'une célèbre famille de griots mandingues, la famille du Konkoba Kabinet Kouyaté à Siguiri. Il s'ouvre néanmoins très tôt aux courants de musiques les plus universelles (world music, rock, funk, jazz, …). En 1994, il vient en Belgique  afin d’étudier la musique électronique au conservatoire. Il y fonde la même année le groupe Dunyakan (La Voix du Monde), puis en 1996 rejoint Afro Celt Sound System, un groupe qui mêle sons africains et irlandais,. 
Au titre de sa participation à l'Afro Cell Sound System, il est disque d'or, et deux fois nommé aux Grammy Awards,.
Le style de N'Faly Kouyaté n'est pas facile à mettre dans "un tiroir", le plus simple est une approche Afrotronix. On y trouve des éléments AfroBeat, AfroTrap, AfroPop, mais aussi la Musique du Monde et le Jazz.
Le côté Afro est dû à ses origines guinéennes où il a suivi une formation à travers ses parents et sa famille : il est un joueur de kora reconnu et de balafon.
En 2024, il reprend une carrière solo lors d'une tournée en Grande Bretagne.
Avec son épouse, Muriel Finet Kouyate il fonde l'organisation Namunkanda, dont l'objectif est de transmettre la culture Malinké

## Discographie

### CD
- Volume 2 : Release (Afro Celt Sound System) – CD – 1999 – Real World
- Volume 3 : Further in Time (Afro Celt Sound System) – CD – 2001 – Real World
- N’na Kandjé (N’Faly Kouyaté & Dunyakan) – 2001 – Namun Records
- Kora Grooves From West Africa – CD – 2004 – ARC Music
- Anatomic (Afro Celt Sound System) – CD – 2005 – Real World
- Diama Dén (Urban Trad feat. N’Faly Kouyaté) – EP – 2006 – Universal
- Tunya (N’Faly Kouyaté & Dunyakan) – 2008 – CD – Galileo Music Communication
- Capture (Afro Celt Sound System) – Compil 2CD – 2010 – Real World
- Change – CD – 2015 – Namun Records
- The Source (Afro Celt Sound System) – CD – 2016 – ECC Records

### Collaborations
Tiken Jah Fakoly - Featuring « Free Water » 2022, Tayc - NRJ Music Awards 2021, Peter Gabriel - Afro Celt Sound System pour ne citer que celles-là.

### Festival
- Participation : Release (Afro Celt Sound System) 1998, disque d’or en Irlande, nomination Best World Music Album (42e Grammy Award 1999 USA).
- Participation : Further In Time (Afro Celt Sound System[2]) 2001, nomination Best World Music Album (44e Grammy Award 2001 USA).

## Prix et reconnaissances
- 2019 : Meilleur Artiste de la Diaspora lors des VDMG,
- 2020 : Trophée Sékou Bembeya pour la Musique au 12ème édition Festival de Jazz & Co[9],[10],[11].

### Grammy Awards
| Année |                                          | Nomination / travail      | Prix                               | Résultat   | Ref    |
| ----- | ---------------------------------------- | ------------------------- | ---------------------------------- | ---------- | ------ |
| 2002  | 44e cérémonie annuelle des GRAMMY Awards | Volume 3: Further In Time | Meilleur album de musique du monde | Nomination | [ 12 ] |
| 2000  | 42e cérémonie annuelle des GRAMMY Awards | Volume 2: Release (Album) | Meilleur album de musique du monde | Nomination | [ 12 ] |